# Anthony Ashley Cooper
Anthony Ashley Cooper, 3. hrabě Shaftesbury (26. únor 1671, Londýn - 4. únor 1713, Neapol) byl anglický filozof, představitel tzv. morálního sensualismu.

## Život
Narodil se v Exeter House, ve významné šlechtické rodině. Jeho dědečkem byl Anthony Ashley Cooper, 1. hrabě Shaftesbury, který byl za anglické revoluce členem dlouhého parlamentu a významně ovlivnil průběh anglických dějin (podílel se na odstranění Olivera Cromwella a návratu Stuartovců, s nimiž se později rovněž dostal do sporu a musel odejít do nizozemského exilu). Právě 1. hrabě se o malého Anthonyho staral nejvíce, neboť jeho otec, 2. hrabě Shaftesbury byl tělesně postižený. Děd tak Anthonyho silně ovlivnil, mimo jiné tím, že mu jako osobního učitele přivedl filozofa Johna Locka, svého přítele. Již v 11 letech proto hovořil skvěle latinsky a řecky. Děd zemřel roku 1683, krátce poté Anthony začal studovat na Winchester College. Zde ovšem narazil na konzervativní způsob vzdělávání, proti němuž se bouřil. Roku 1686 ze školy odešel.
Rodinné jmění mu umožnilo, aby hned po škole začal cestovat po Evropě. Po cestovatelské fázi svého života se začal věnovat literární a politické činnosti. Ze zdravotních důvodů byl nucen se politické práce vzdát, načež roku 1698 přesídlil do Nizozemska, kde udržoval blízké styky s filozofickými a učeneckými kruhy. Po smrti svého otce zdědil křeslo v horní komoře parlamentu a vrátil se do Británie. Podporoval vládu Viléma III. Po jeho smrti se vrátil do Nizozemska a roku 1711 pak přesídlil natrvalo do Itálie.

## Dílo
Dnes je nejvíce oceňováno jeho dílo filozofické, zejména proto, jaký mělo inspirační vliv na skotskou filozofii, a ovšem také na filozofii kontinentální.
Cooper věřil, že existuje jakýsi mravní cit (moral sense), vrozený smysl, jímž člověk poznává dobro a zlo. Tento vrozený cit ovšem také zakládá lidský smysl pro vznešeno a krásno (podle Coopera nebyl mezi etikou a estetikou v podstatě rozdíl). Toto pojetí dalo vzniknout tzv. morálnímu sensualismu, který poté rozpracovali především skotští autoři (David Hume, Francis Hutcheson, Adam Smith).
Podstatná byla i jeho idea harmonie vesmíru. Jeho pojetí harmonie ovlivnilo G. W. Leibnize, J. J. Rousseaua, J. G. Herdera, J. W. Goetheho či F. W. J. Schellinga.
Velmi oblíbená a komentovaná (i zesměšňovaná) se později stala i jeho teze, že existence světa je nedokazatelná a je jen otázkou víry. Větší vliv mělo i znejistění existence lidského já, jeho substanciálnosti.
Neoznačoval se za filozofa, ale výhradně etika. Ottův slovník naučný k tomu poznamenával: "Jest moralistou, jenž veškeré své filosofické myšlení soustřeďuje na ethiku, ježto theoretické úkoly filosofické jsou podle něho nedokázatelné. Jeho ethika jest eudaimonismus, který jde přes meze sobectví tím, že bytosti lidské, má-li býti dobrou, ta podmínka se ukládá, aby veškeré její snahy a emoce byly ve shodě se všeobecným dobrem (...) Shaftesbury jest spisovatel duchaplný a bystrý a mnohé z jeho děl jsou vzorem anglické prosy."

## Ohlas
Denis Diderot ve spise O géniovi o něm napsal „Je velmi málo omylů v Lockovi a příliš málo pravd v mylordu Shaftesburym: první však je jen všestranný duch, pronikavý a přesný; a druhý je génius prvního řádu. Locke viděl; Shaftesbury tvořil, konstruoval, budoval; Lockovi vděčíme za velké pravdy chladně postřehnuté, metodicky sledované, suše oznámené, kdežto Shaftesburymu za oslnivé soustavy, spočívající často na vratkých základech, přesto však plné vznešených pravd; i když se mýlí, stále ještě se líbí a přesvědčuje kouzlem své výmluvnosti.“